# روابط ایران و کره شمالی

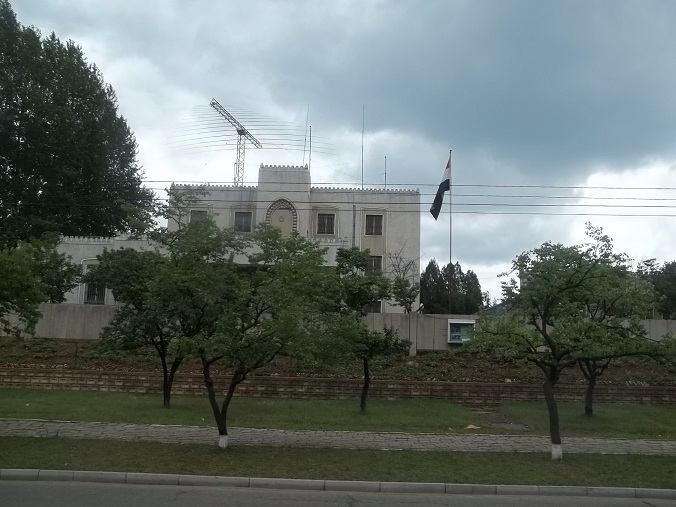
سفارت ایران در پیونگ‌یانگ، پایتخت کره شمالی

روابط دیپلماتیک ایران و کره شمالی در سال ۱۳۵۷ (۱۹۷۹ میلادی)، با آغاز انقلاب ایران و با روی کار آمدن جمهوری اسلامی به‌طور رسمی آغاز گشت و دو کشور همواره روابط مثبتی داشته‌اند. ایران و کره شمالی در مسائل آموزشی، علمی، حوزه‌های فرهنگی و نظامی و همچنین همکاری در برنامه هسته‌ای ایران با یکدیگر متعهد هستند.

## تاریخچه
در دوران محمدرضا پهلوی، ایران روابط دیپلماتیک خوبی با برخی کشورهای کمونیستی از جمله چین، شوروی سابق، رومانی و سایر کشورهای بلوک شرق داشت ولی با کره شمالی به عنوان یک کشور کمونیستی تا سال ۱۳۵۱ رابطه دیپلماتیک نداشت که علت آن مسیر استراتژیکی متفاوتی بود که با هم داشتند.
در بهمن ۱۳۵۱ این دو کشور نخستین گفتگوهای خود را آغاز کردند و بدنبال آن در فروردین ۱۳۵۲ کیم جونگ رایون وزیر دارایی کره شمالی برای پی‌گیری این موضوع به تهران سفر کرد. نتیجه این سفر انتشار اعلامیه مربوط به برقراری روابط سیاسی میان دو کشور در سطح سفارت به تاریخ ۳۰ فروردین ۱۳۵۲ برابر با ۱۹ آوریل ۱۹۷۳بود. تا پیروزی انقلاب اسلامی ایران در سال ۱۳۵۷ بیش از شانزده هیئت بلندپایه ایرانی به کره شمالی سفر کردند.
روابط دیپلماتیک ایران و کره شمالی، بعد از انقلاب ایران در سال ۱۳۵۷ به‌طور رسمی شروع شد و روابط ایران و کره شمالی در جنگ ایران و عراق در بالاترین سطح نظامی بود به گونه‌ای که کره‌شمالی بزرگترین صادرکننده تجهیزات نظامی به ایران لقب گرفت. این دو کشور در زمینه‌های مختلف علمی، آموزشی، فرهنگی، نظامی و برنامه هسته‌ای ایران با یکدیگر همکاری می‌کنند.
دو کشور ایران و کره شمالی از لحاظ جغرافیایی، تاریخی، فرهنگی و ساختار حکومتی تفاوت‌های زیادی با هم دارند و اصلی‌ترین نقطه مشترک این دو کشور موضعگیری علیه آمریکا می‌باشد. همین موضوع باعث شده‌است که در موضوع هسته‌ای و تکنولوژی موشکی نیز این دو کشور همکاری نزدیکی با هم داشته باشند.

## روابط اقتصادی
در ۱۱ شهریور ۱۳۹۱ مقامات ایران و کره شمالی تفاهم نامه‌ای را برای توسعهٔ روابط اقتصادی، ارتباطات فناوری و تبادل دانشجو امضا کردند. این تفاهم‌نامه با حضور محمود احمدی‌نژاد، رئیس‌جمهور وقت ایران و کیم یونگ نام، رئیس مجمع عالی کره شمالی توسط فرهاد دانشجو، وزیر علوم و تحقیقات و وزیر امور خارجه کره شمالی امضا شد.
در ۲۳ آبان ۱۳۹۱ بهروز مرادی، معاون برنامه‌ریزی و نظارت راهبردی رئیس‌جمهور وقت ایران با لی ری یانگ نام، وزیر تجارت خارجی کره شمالی دیدار داشت. در این دیدار در مورد گسترش همکاری‌های تکنولوژی توافقاتی صورت گرفت و هر دو طرف بر مبارزه با امپریالیسم آمریکا تأکید کردند در ۲۷ آبان ۱۳۹۱ نیز مهدی غضنفری وزیر صنعت، معدن و تجارت وقت ایران با لی ری یانگ نام دیدار کرد و بر توسعه روابط اقتصادی و تجاری تأکید شد.
در ۹ تیر ۱۳۹۴ نخست‌وزیر کره شمالی که به ایران سفر کرده بود در دیدار با رئیس جمعیت هلال احمر ایران، محسن ضیایی، از ایران به منظور رفع خشک‌سالی در کشورش درخواست کمک اضطراری کرد.

## روابط فرهنگی
در ۲۰ اردیبهشت ۱۳۹۶ ایران در محوطه سفارت خود در پیونگ یانگ مسجد الرحمن را تأسیس کرد. ساختمان این بنا که به سبک مساجد شیعه است تنها مسجد در کره شمالی است.

## روابط سیاسی
کره شمالی از نخستین کشورهایی بود که در سال ۱۳۵۷ انقلاب ایران را به رسمیت شناخت؛ وزیر امور خارجه کره شمالی در اسفند ۱۳۵۷ در رأس هیئتی وارد تهران شد و به منظور تبریک انقلاب اسلامی به دیدار خمینی در قم رفت.
در دوران جنگ ۸ ساله ایران و عراق، کره شمالی با اینکه موضع بی‌طرفی اتخاذ کرد اما در تحریم تسلیحاتی علیه ایران شرکت نکرد و به تأمین کالا و تسلیحات و موشک‌های دوربرد مورد نیاز ایران پرداخت و نفت ایران را نیز خریداری می‌کرد.
سفر سید علی خامنه‌ای رئیس‌جمهور وقت به پیونگ یانگ در اردیبهشت ۱۳۶۸ فصل جدیدی را در روابط دو کشور گشود و دیدگاه‌های مشترک دو کشور در زمینه امپریالیسم ستیزی، سیاسی و بین‌المللی و کشورهای عدم تعهد موجب تقویت روابط بین دو کشور شد.
طی چهل و دو سال گذشته ده‌ها هیئت بلندپایه ایرانی و کره‌ای به تهران و پیونگ یانگ مسافرت کردند.

### سفر هیئت‌های ایرانی به کره شمالی
مهم‌ترین هیئت‌های ایرانی که به کره شمالی سفر کردند شامل:
- سفر هاشمی رفسنجانی رئیس وقت مجلس ایران و ملاقات با کیم ایل سونگ رهبر کره شمالی در سال ۱۳۶۲
- سفر نخست‌وزیر وقت ایران میرحسین موسوی به پیونگ یانگ در آبان ۱۳۶۲
- سفر سید علی خامنه‌ای رئیس‌جمهور وقت ایران به پیونگ یانگ، در اردیبهشت ۱۳۶۸
- سفر رئیس وقت مجلس ایران به پیونگ یانگ در سالهای ۱۳۶۸ و ۱۳۶۹
- سفر وزیر دفاع وقت ایران به کره شمالی در سالهای ۱۳۷۰ و ۱۳۷۲[۴]

### سفر هیئت‌های کره شمالی به ایران
مهم‌ترین هیئت‌های کره شمالی که به ایران سفر کردند، عبارتند از:
- سفر رئیس مجلس عالی خلق کره شمالی به تهران در مهر ۱۳۶۰
- سفر نخست‌وزیر وقت کره شمالی به تهران در سال‌های ۱۳۶۱ و ۱۳۶۷[۴]
- سفر پاک کیل یون معاون وزیر امور خارجه کره شمالی به ایران در ۶ اسفند ۱۳۸۹[۱۰]

### سایر دیدارها، ملاقات‌ها و حمایت‌ها
- در نشست سران کشورهای جنبش عدم تعهد در مهر ۱۳۹۱ علی خامنه‌ای با کی یونگ نام دیدار کرد و طی این دیدار گفت: «کره شمالی و ایران هر دو دشمنان مشترکی دارند. قدرت‌های استبدادی جهان که نمی‌توانند استقلال و ارادهٔ مردمی شهروندان این دو کشور را تحمل کنند، با این دو کشور خصومت‌ورزی می‌کنند»[۶]
- اسحاق جهانگیری معاون اول حسن روحانی رئیس‌جمهور ایران در ۱۸ آذر ۱۳۹۲ با جونگ یونگ سو وزیر کار کره شمالی دیدار داشت و در این دیدار به خاطر حضور هیئت کره شمالی در مراسم تحلیف روحانی، قدردانی کرد.[۱۱]
- علی لاریجانی رئیس مجلس شورای اسلامی در ۲ اسفند ۱۳۹۵ با چائو تائی بوک رئیس مجمع عالی کره شمالی دیدار و گفتگو کرد.[۱۲]
- در سی و چهارمین نشست شورای حقوق بشر سازمان ملل در ۲۳ اسفند ۱۳۹۵ کره شمالی از انتشار گزارش‌های نقض حقوق بشر علیه ایران انتقاد کرد.[۱۳]
- حزب مؤتلفه اسلامی در ۲۷ فروردین ۱۳۹۶ هدیه‌ای به کیم جونگ-اون اهدا کرد. به همین منظور هیئتی به سرپرستی مهدی جولایی، قائم مقام دبیرکل حزب در مراسم تولد کیم ایل جونگ شرکت کرد.[۱۴]
- در ۱۹ خرداد ۱۳۹۶ یک هیئت کره شمالی که معاون وزیر امور خارجه سرپرستی آن را بعهده داشت با هیئت ایرانی دیدار و مذاکره داشتند.[۱۵][۱۶]
- علی لاریجانی رئیس مجلس شورای اسلامی در چهار اوت ۲۰۱۷ با کیم یونگ نام رئیس مجمع عالی خلق کره شمالی که به تهران سفر کرده‌است دیدار کرد. لاریجانی در این دیدار گفت که از انرژی هسته‌ای صلح‌آمیز حمایت می‌کنیم ولی سلاح هسته‌ای را برای امنیت جهان مضر می‌دانیم. کیم یونگ نیز اظهار داشت که این دومین سفر من به کشوری است که دشمن مشرک داریم و از این بابت خوشحال هستم، وی خواهان بالا بردن سطح روابط دو کشور به‌طور خاص در جنبش عدم  تعهد و در سطح بین‌المللی شد.[۱۷]

## روابط نظامی

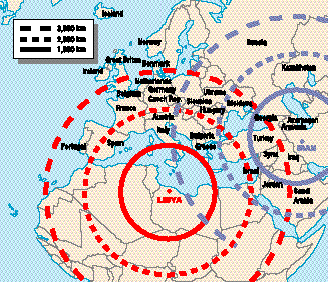
نقشه محدوده پوشش موشک‌های بالستیک فروخته شده کره شمالی به ایران (آبی رنگ) و لیبی (قرمز رنگ) در سال (۱۹۹۶)

- در طول جنگ ایران و عراق، کره شمالی عمده‌ترین فروشنده سلاح و تجهیزات نظامی به ایران بوده‌است.[۱۸]در طول جنگ شهرها ایران با خرید موشکهای اسکاد از کره شمالی، عراق را وادار به متوقف کردن حملاتش به شهرهای ایران نمود.[۱۹]
- بنا به ارزیابی‌های عمومی، در سالهای ۱۳۷۴–۱۳۷۰، ایران ۳۰۰ موشک اسکاد بی و سی از کره شمالی خرید. در سال ۱۳۷۶ ساخت موشک از این نوع تحت نام «شهاب ۱» (با برد ۳۰۰ کیلومتر) و «شهاب -۲» (با برد ۵۰۰ کیلومتر) بر اساس تجهیزات کره شمالی به اتمام رسید. موشک جدید ساخته شده با شعاع عمل تا ۱۸۰۰ کیلومتر «شهاب ۳» نام دارد که بر اساس موشک کره شمالی «ندونگ -۱» طراحی و به گفته کارشناسان، تحت حمایت مالی ایران در کره شمالی ساخته شد. در سال ۱۳۸۸ نیز یک گروه کارشناسان ایرانی برای کار روی موشک‌های نوع «تخپخودونگ -۲» به کره شمالی رفتند.[۲۰]
- بر اساس خبر دیلی تلگراف در ۲۰ فروردین ۱۳۸۵ کره شمالی تنها در سال ۱۹۹۳ از صادرات سلاح به ایران و برخی کشورهای خاورمیانه حدود ۳۰۰ میلیون دلار درآمد داشته‌است. همچنین در این خبر گفته شده‌است که ایران موشک شهاب ۳ خود را از نسخه اصلاح شده موشک ندونگ کره شمالی بدست آورده‌است.[۲۱]
- در ۲۵ اردیبهشت ۱۳۹۰ رویتر خبر داد که بر اساس یک سند محرمانه که بدست سازمان ملل افتاده‌است، ایران و کره شمالی در تولید موشکهای قاره‌پیما از طریق یک کشور همسایه همکاری فنی می‌کنند. بنا به ادعای دیپلمات‌ها کشور همسایه مورد نظر در این گزارش چین می‌باشد.[۲۲][۲۳]
  - کره شمالی در آغاز سال ۱۳۹۰ به وزارت دفاع جمهوری اسلامی نرم‌افزارهای کامپیوتری ویژه‌ای تحویل داد که با آن‌ها می‌توان جریان حرکت نوترونها را شبیه‌سازی کرد. این‌گونه محاسبات برای ساخت رآکتورها ضروری هستند[۲۴]
- براساس گزارش رسانه‌ها متخصصان هسته‌ای ایران در آزمایش‌های هسته‌ای انجام شده در کره شمالی از سال ۱۳۸۵ برابر با ۲۰۰۶ میلادی حضور داشتند.[۲۰]
- در سال ۱۳۹۱ برابر با مارس ۲۰۱۳، ایران، کره شمالی و سوریه با تصویب معاهده محدودیت تجارت اسلحه در سازمان ملل مخالفت کردند.[۲۵]
- در فروردین ۱۳۹۲ واشینگتن تایمز نوشت که کره شمالی با همکاری ایران یک بمب اورانیومی را آزمایش کرده‌است.[۲۶]
- در ۱۸ شهریور ۱۳۹۵ هم‌زمان با اجلاس جی ۲۰ کره شمالی دست به یک آزمایش موشکی زد. یک کارشناس حوزه موشکی در این باره گفت که آزمایش اخیر کره شمالی جدیدترین نشانه همکاری بین ایران و کره شمالی است و کلاهک موشک آزمایش شده شبیه به کلاهک موشک‌های شهاب که همان نودونگ است می‌باشد.[۲۷]
- در مهر ۱۳۹۵ کره شمالی یک موتور قدرتمند با سوخت مایع را بر روی زمین آزمایش کرد همچنین تأیید کرد که سه موشک اسکاد اصلاح شده را نوسازی و راه اندازی کرده‌است. این تائیدیه نشانگر همکاری پیون یانگ و تهران در پیشرفت موشک‌های بالستیک است.[۲۸]
- در ۱۶ اردیبهشت ۱۳۹۶ مقامات پنتاگون اعلام کردند که شلیک آزمایشی موشک کروز به نام «جاسک-۲» توسط ایران از یک زیر دریایی، با همکاری کره شمالی انجام شده‌است.[۲۹]
- در بهمن ۱۳۹۹، یک گزارش کارشناسان سازمان ملل متحد که توسط رسانه‌ها درز کرد، نشان می‌داد که ایران و کره شمالی از سال ۲۰۲۰ دوباره شروع به همکاری در زمینه توسعه موشک‌های دوربرد و انتقال قطعات ساخت این موشک‌ها کرده‌اند و کره شمالی متهم به نقض صریح تحریم‌های سازمان ملل شده‌است. در این گزارش تأکید شده که همکاری‌های ایران و کره شمالی در حالی دوباره آغاز شده که کره شمالی اقدام به آزمایش کلاهک‌های اتمی جدید برای موشک‌های بالستیک دوربرد کرده‌است. خبرگزاری بلومبرگ نوشت که یافته‌های این کارشناسان نشان می‌دهد که «مرکز تحقیقاتی شهید حاجی علی موحد» در ساخت موشک ماهواره‌بر از «کمک و پشتیبانی» متخصصان کره شمالی بهره برده‌است.[۳۰][۳۱]

### موشک‌های بالستیک

#### افشاگری شورای ملی مقاومت ایران
شورای ملی مقاومت ایران در ۱۹ ژوئن ۲۰۱۷ در یک کنفرانس مطبوعاتی در واشینگتن اعلام کرد که ایران برای ساخت و آزمایش و مخفی کردن موشکهای بالستیکی از متخصصان کره شمالی استفاده می‌کند. ایران محصولات و آزمایش موشکهای بالستیکی خود را بعد از توافقنامه اتمی با آمریکا در سال ۲۰۱۵، با استفاده از دانشمندان کره شمالی افزایش چشمگیری داده‌است. در این کنفرانس مطبوعاتی ۴۲ مرکز موشکی ایران به صورت مستند بر روی عکس و نقشه نشان داده شد، بیش از ۱۰ مرکز موشکی ایران مخفی هستند که در ارتباط با برنامه هسته‌ای می‌باشند. همچنین دفتر شورای ملی مقاومت ایران گزارش ۳۶ صفحه‌ای در این رابطه منتشر کرد که طی آن گفته شده‌است که کره شمالی کارشناسانی به ایران فرستاده تا به کارشناسان موشکی سپاه پاسداران انقلاب اسلامی از جمله در پادگان المهدی در جنوب غربی تهران آموزش بدهد.
هیتر نوئرت، سخنگوی وزارت امور خارجه آمریکا در نشست خبری روز دوشنبه ۱۹ ژوئن خود در پاسخ به سئوالی دربارهٔ کنفرانس خبری شورای ملی مقاومت ایران در واشینگتن گفت: «من از برگزاری این نشست اطلاع دارم و برخی همکاران من در وزارت امور خارجه این موضوع را زیر نظر دارند؛ بنابراین، ما همچنان به دنبال کردن برنامه موشکی بالستیک ایران ادامه می‌دهیم. ما این برنامه را از نزدیک و با دقت زیاد زیر نظر داریم.»

## تنش با آمریکا
آمریکا از سال ۱۳۵۸ تاکنون نسبت به رابطه ایران و کره شمالی و فروش تسلیحات کشتار جمعی کره شمالی به ایران و همچنین تکنولوژی هسته‌ای حساس بوده و آن را دنبال می‌کند. از زمان جرج دابلیو بوش هر دو کشور ایران و کره شمالی جزو کشورهای محور شرارت شناخته شده‌اند.
در تیرماه ۱۳۹۵ آمریکا از ایران خواست که با کره شمالی قطع رابطه کند. توماس کانتریمن معاون وزیر امور خارجه آمریکا در امور امنیت بین‌الملل و عدم تکثیر گفت: کره شمالی مقادیر چشمگیری ارز از طریق صادرات فناوری نظامی به کشورهای سراسر جهان به دست می‌آورد و «ایران و سوریه در میان مشتریان مهم این فناوری هستند».
جان برنن مشاور ارشد باراک اوباما رئیس‌جمهور وقت آمریکا در شهریور ۱۳۹۴ اعلام کرد که انتقال اجزای موشک‌های مرتبط به برنامه هسته‌ای نظامی ایران به کره شمالی را با نگرانی زیر نظر دارد.
در تیرماه ۱۳۹۴ شمسی وزارت امور خارجه کره شمالی بیانیه‌ای صادر کرد و گفت که برنامه اتمی و شرایط ما با ایران قابل مقایسه نمی‌باشد و دولت ما تمایلی برای مذاکره با آمریکا ندارد.

## سفیران

### سفیران کره شمالی در ایران
- Kim Jong Nam
- Kim Chang Ryong

### سفیران ایران در کره شمالی
- علی‌اصغر نهاوندیان
- محمد گنجی‌دوست
- حسن طاهریان۱۳۸۰ تا ۱۳۸۴
- جلال‌الدین نمینی میانجی ۱۳۸۴ تا۱۳۸۸
- مرتضی مرادیان ۱۳۸۸ تا ۱۳۹۲
- منصور چاوشی ۱۳۹۲ تا ۱۳۹۶
- سید محسن عمادی ۱۳۹۶ تا ۱۳۹۹
- اسماعیل زاده ۱۳۹۹